# Peter Kwong

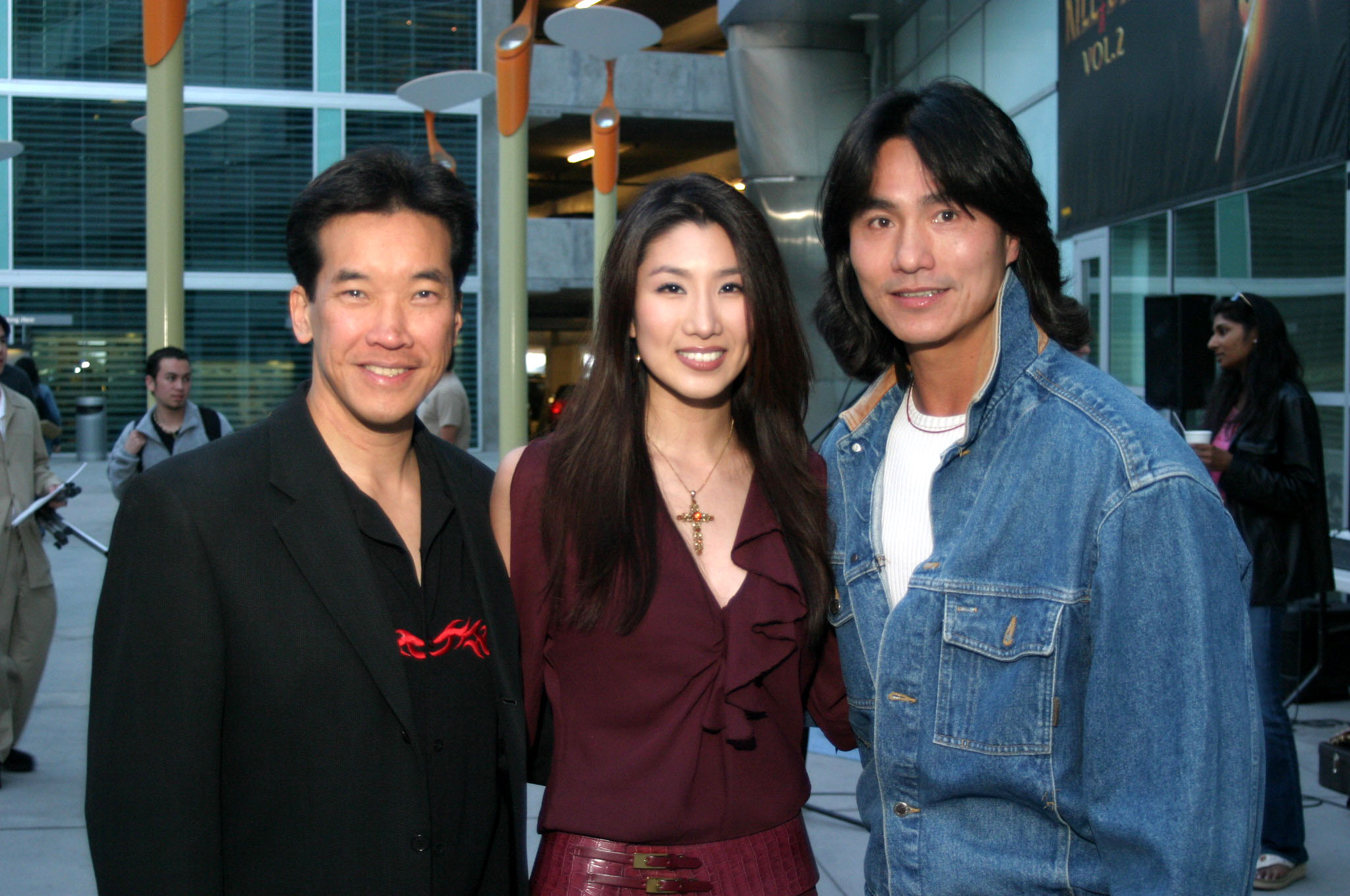
Peter Kwong (links) mit Annie Lee und Robin Shou

Peter Kwong (* 9. April 1952 in Los Angeles; † 27. Mai 2025) war ein US-amerikanischer Schauspieler chinesischer Abstammung.

## Biografie
Bereits als Kind zeigte Kwong eine Begabung für Sport, wobei er meist als Judo-Schüler für Aufsehen sorgte. Später ließ er sich in Kung Fu schulen, wobei er auch dort als einer der besten Kämpfer der Klasse galt. Nachdem er sich jahrelang in chinesischen Kampfsportarten hatte trainieren lassen, schloss er Mitte der 1970er Jahre seine Ausbildung zum Schauspieler ab. Zuerst trat er nur hin und wieder als Nebendarsteller in einigen Kung-Fu-Filmen auf, die vor allem in den 1970er Jahren durch Bruce Lee sehr beliebt wurden. Größere Bekanntheit erlangte er durch seine zahlreichen Gastauftritte in Fernsehserien, in denen er meist die Rolle des stummen Kung-Fu-Kämpfers annahm.
Neben Martial-Arts-Filmen spielte er auch in William-Shakespeare-Stücken mit. Weiter wirkte Kwong an der Seite von Jon Bon Jovi und Bai Ling in dem Drama Row Your Boat mit, das an den Kinokassen floppte. Er praktizierte nach eigenen Angaben mehrmals täglich Tai Chi, aus dem er neben Meditation Kraft und Ausdauer schöpft. Kwong war auch Mitglied in der American Federation of Television and Radio Artists.

## Filmographie
- 1982: Fäuste, Gangs und heiße Öfen – Verstärkung von der Straße (The Renegades)
- 1985: Miami Vice
- 1986: Lance – Stirb niemals jung (Never Too Young to Die)
- 1986: Big Trouble in Little China
- 1986: MacGyver
- 1986: Auf der Suche nach dem goldenen Kind (The Golden Child)
- 1988: Full House
- 1989: Gleaming Heart – Rebellen auf Skateboards  (Gleaming the Cube)
- 1992: Renegade – Gnadenlose Jagd (Renegade, Fernsehserie, 1 Episode)
- 1995: T-Rex (Theodore Rex)
- 1995: Thunderbolt
- 2002: King of the Hill
- 2004: GoldenEye: Rogue Agent
- 2004: JAG – Im Auftrag der Ehre (JAG)
- 2006: Dragon Dynasty